# Метрополітен (футзальний клуб, Київ)
Футзальний клуб «Метрополітен» або просто «Метрополітен» — професіональний український футзальний клуб з Києва. Починаючи з сезону 2005/06 років по сезон 2008/09 років виступав в Екстра-лізі.

## Хронологія назв
- 1999: «Київський метрополітен» (Київ)
- 2010: «АФ Метрополітен» (Київ)
- 2011: Клуб розформовано

## Історія
Футзальний клуб «Київський метрополітен» заснований 1999 року в Києві й представляв однойменне міське підприємство. У сезоні 1999/00 років дебютував у професіональних змаганнях виступами в Другій лізі, де в фінальній частині чемпіонату посів 4-е місце. Наступного сезону 2000/01 років стартував у Першій лізі. У підсумковій таблиці західної групи посів 3-є місце. У 2002 та 2003 роках фінішував 6-м, а в 2004 році — на 4-у місці в західній групі. У сезоні 2004/05 років команда спочатку зайняла третє місце у західній групі, а потім у фіналі здобула титул чемпіона Першої ліги. У сезоні 2005/06 років клуб дебютував у Вищій лізі, посівши 12 місце. Наступного сезону 2006/07 років посів 9-е місце. Сезон 2007/08 років завершив на останньому 15-у місці й вилетів до Першої ліги. У 2010 році змінив назву на «АФ Метрополітен» (Київ) та востаннє стартував у Першій лізі. По завершенні сезону 2010/11 років, в якому посів останнє 9-е місце, клуб було знято з усіх змагань та розформовано.

## Клубні кольори
| Жовтий | Зелений |

Зазвичай домашні поєдинки проводив у формі довтого кольору.

## Досягнення
- Перша ліга
  -  Чемпіон (1): 2004/05